# Сильвестр (Холмський-Волинець)
Митрополит Сильвестр (Холмський-Волинець чи Холмов; † 31 травня 1735, Виборг) — український релігійний діяч у Московській державі. Випускник Києво-Могилянській Академії.
Єпископ Російської православної церкви (безпатріаршої).

## Життєпис
Походив із шляхетної української родини з Речі Посполитої. Емігрував до Гетьманщини, де навчався у Києво-Могилянській Академії.
Наприкінці XVII ст. емігрував з Україну в Московію, де пострижений у чернецтво, призначений скарбником Новгородського архієрейського дому при митрополиті Новгородському Іові.
У грудні 1700 зведений в сан архімандрита Дерев'яницького Воскресенського монастиря.
1701 — переведений у новгородський Юр'єв монастир.
22 жовтня 1704 — призначений настоятелем Троїцько-Сергієвого монастиря.
14 вересня 1708 — хіротонія в митрополита Нижегородського та Алатирського, на цій катедрі був 11 років.
5 березня 1719 — митрополит Смоленський.
3 березня 1720 — митрополит Тверський.
Ідейно був далекий від царя Петра I, був близький до його сина Олексія і розділяв із ним невдоволення правлінням Петра. Не визнавав авторитету Синоду.
1723 — архієпископом Новгородським Феодосія, без звинувачення, був позбавлений звання митрополита і 3 лютого 1723 переведений єпископом до Рязані.
25 червня 1725 — переміщений до Казані і 7 серпня зведений в сан архієпископа.
1727 — подав прохання про повернення звання митрополита. Прохання було задоволене 15 березня 1727, але з правом носити лише чорний клобук.
1731 — обвинувачений у поблажливому ставленні до архієпископа Ігнатія Смоли, який був засланий до Свиязького монастиря і за однакомисля, 30 грудня відісланий, із переданням суду, на мешкання у Олександро-Невський монастир, 28 березня 1732 переведений до Псковського монастиря.
19 жовтня 1732 — позбавлений сану і простим ченцем засланий до Виборгу, де і помер 31 травня 1735.